# Virághalmy Géza
Virághalmy Géza (Budapest, 1932. április 21. – 2019. október 18.) magyar fizikus, csillagász.

## Élete
Az Eötvös Loránd Tudományegyetemen végzett 1955-ben. 1954-től 1971-ig az Országos Mérésügyi Hivatal tudományos munkatársa, majd főmunkatársa és csoportvezetője volt. 1957 és 1971 között annak az Optikai és Fotometriai Laboratóriumnak vezetője volt, amelyet a candela (mértékegység) magyarországi bevezetéséhez, etalonok képzésére és ipari fénymérőeszközök vizsgálatára ő hozott létre. Feladata volt többek között még a színmérések és reflexiós színetalonok kidolgozása, ipari színmérők vizsgálata, a Magyarországon gyártott vagy forgalmazott optikai eszközök típusvizsgálata, fotondetektorok és képátalakítók intenzitás- és fáziskontraszt-vizsgálata. Közreműködött több magyar és nemzetközi szabvány készítésében.
1961-től az MTA Csillagászati Kutatóintézetében levelező aspiráns volt a csillagászati polarimetria témában.
1971-től 1999 végéig az MTA Csillagászati Kutatóintézet igazgatóhelyettese volt. Erre az időszakra esett az általa a Piszkéstetői Obszervatórium 1m-es RCC teleszkóp építése (Carl Zeiss Jena), egy kétcsatornás csillagászati polariméter, valamint több integráló rendszerű és impulzusszámláló fotométer megépítése (UBV és UBVRI rendszerek). 1973-tól online számítógép-vezérelt mérésiadat-gyűjtőrendszerek kialakításával és folyamatos korszerűsítésével, a piszkéstetői obszervatórium Rb frekvenciasztenderden alapuló időalapjának kialakításával foglalkozott. 2000. január 1-jétől az MTA Konkoly Thege Miklós Csillagászati Kutatóintézete igazgatójának tanácsadója volt műszaki ügyekben.

### Magánélete
Felesége Körtvélyessy Katalin, zenetanárnő volt, akivel négy lányuk és két fiuk született.

## Hosszabb tanulmányútjai
- Deutsches Amt für Messwesen, Berlin, 1958
- Mengyelejev Intézet, Leningrád, 1960
- Bureau International des Poids et Measures, Párizs, 1968
- Observatoire de Lyon, Saint Genis Laval és Observatoire de Haute Provence, St. Michael de l'Observatoire, 1974
- Asztrofizikai Obszervatórium, Bjurakan, 1980–1989 között több alkalommal

(Az MTA Konkoly Thege Miklós Csillagászati Kutatóintézetének weblinkje alapján)

## Emlékezete
- 2021 óta nevét viseli az 547599 Virághalmy kisbolygó.[3]